# Mojtín
Mojtín (ungarisch Hegyesmajtény – bis 1902 Mojtény) ist eine Gemeinde in der Nordwestslowakei mit 426 Einwohnern (Stand 31. Dezember 2024).

## Geographie
Die Gemeinde befindet sich inmitten des Gebirges Strážovské vrchy auf einem kleineren Gebirgsplateau und ist 19 Kilometer von Púchov entfernt.
Nachbargemeinden sind Dolný Lieskov im Norden, Pružina im Nordosten und Osten, Zliechov im Süden, Košecké Podhradie im Westen und Beluša im Nordwesten.

## Geschichte

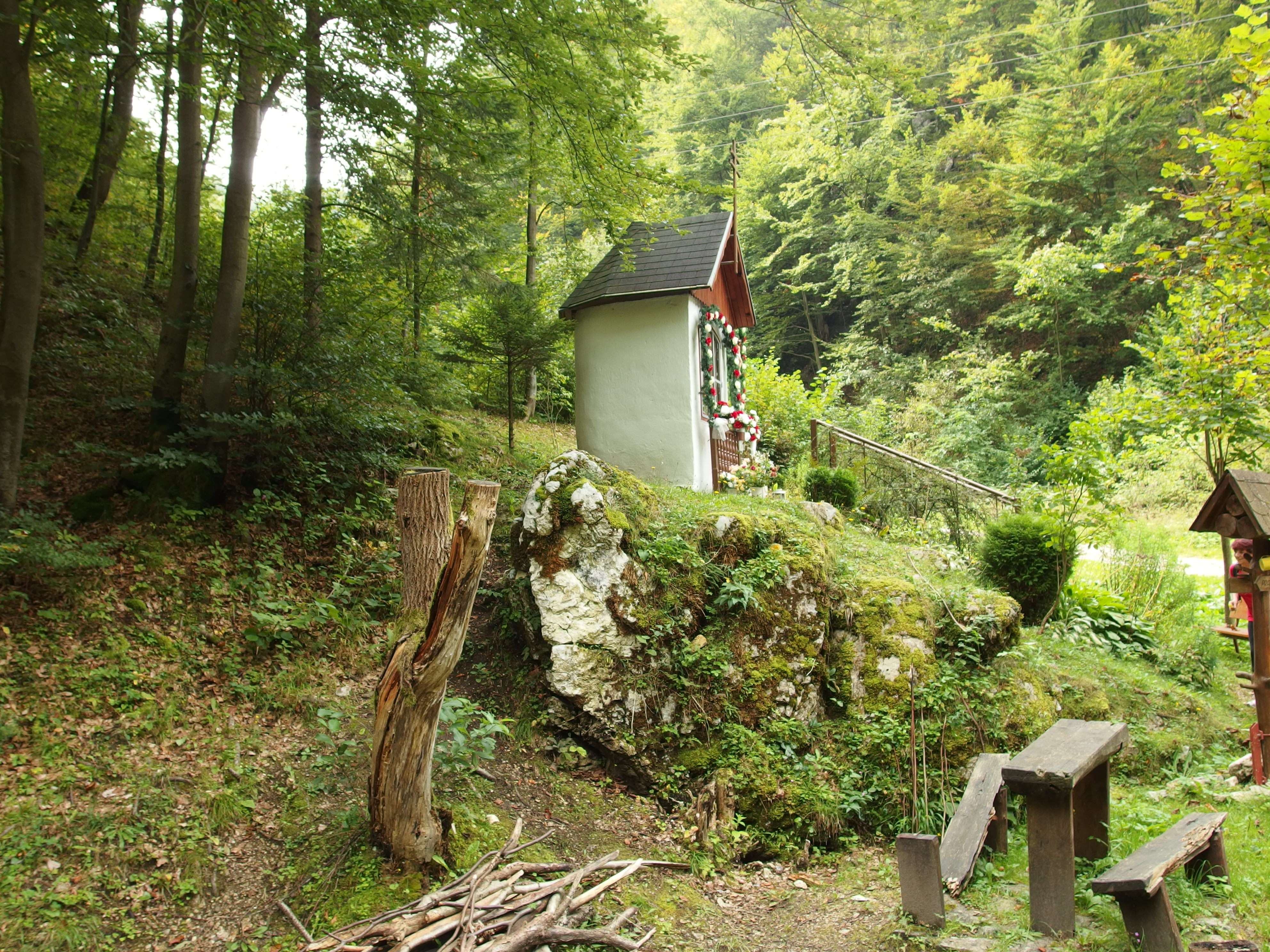
Kapelle bei Mojtín

Der Ort wurde 1364 erstmals schriftlich als Moite erwähnt, verschwand aber im 16. Jahrhundert und wurde erst im 18. Jahrhundert wieder erwähnt. 1828 zählte man hier 57 Häuser und 562 Einwohner, die als Landwirte beschäftigt waren. Als eigenständige Gemeinde tritt sie wieder ab 1863 auf, vorher war sie ein Teil von Pružina.

## Bevölkerung
| Jahr                | 1994 | 2004    | 2014     | 2024    |
| ------------------- | ---- | ------- | -------- | ------- |
| Anzahl der Personen | 623  | 578     | 461      | 426     |
| Unterschied         |      | −7,22 % | −20,24 % | −7,59 % |

| Jahr                | 2023 | 2024    |
| ------------------- | ---- | ------- |
| Anzahl der Personen | 423  | 426     |
| Unterschied         |      | +0,70 % |

Nach der Volkszählung 2011 wohnten in Mojtín 512 Einwohner, davon 498 Slowaken sowie jeweils zwei Deutsche und Mährer. Ein Einwohner gab eine andere Ethnie an und neun Einwohner machten keine Angabe zur Ethnie.
496 Einwohner bekannten sich zur römisch-katholischen Kirche sowie jeweils ein Einwohner zur altkatholischen Kirche und zur griechisch-katholischen Kirche. Fünf Einwohner waren konfessionslos und bei neun Einwohnern wurde die Konfession nicht ermittelt.

## Bauwerke und Denkmäler
- römisch-katholische Kyrill-und-Method-Kirche im spätklassizistischen Stil aus dem Jahr 1863

## Söhne und Töchter der Gemeinde
Aus Mojtín stammt der Soldat Ladislav Škultéty-Gabriš (auch Gábriš, ungarisch László Skultéty, 1738–1831), der 81 Jahre lang als Husar in der habsburgischen Armee diente, deshalb wurde er „ewiger Soldat“ genannt. 2013 wurden seine sterblichen Überreste von seinem Sterbeort im rumänischen Arad exhumiert, nach Mojtín transportiert und in einem Feierakt beerdigt.